# Igname

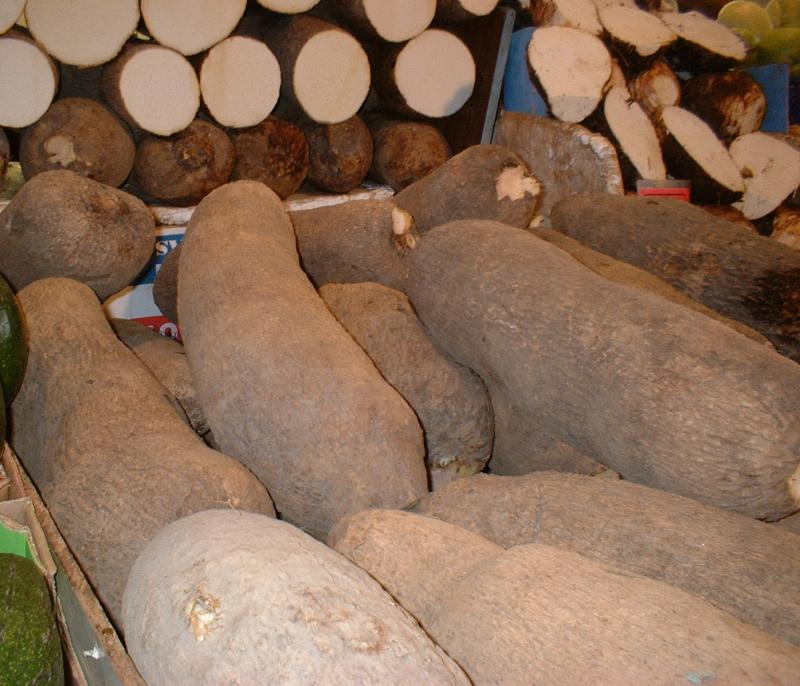
Dioscorea cayenensis

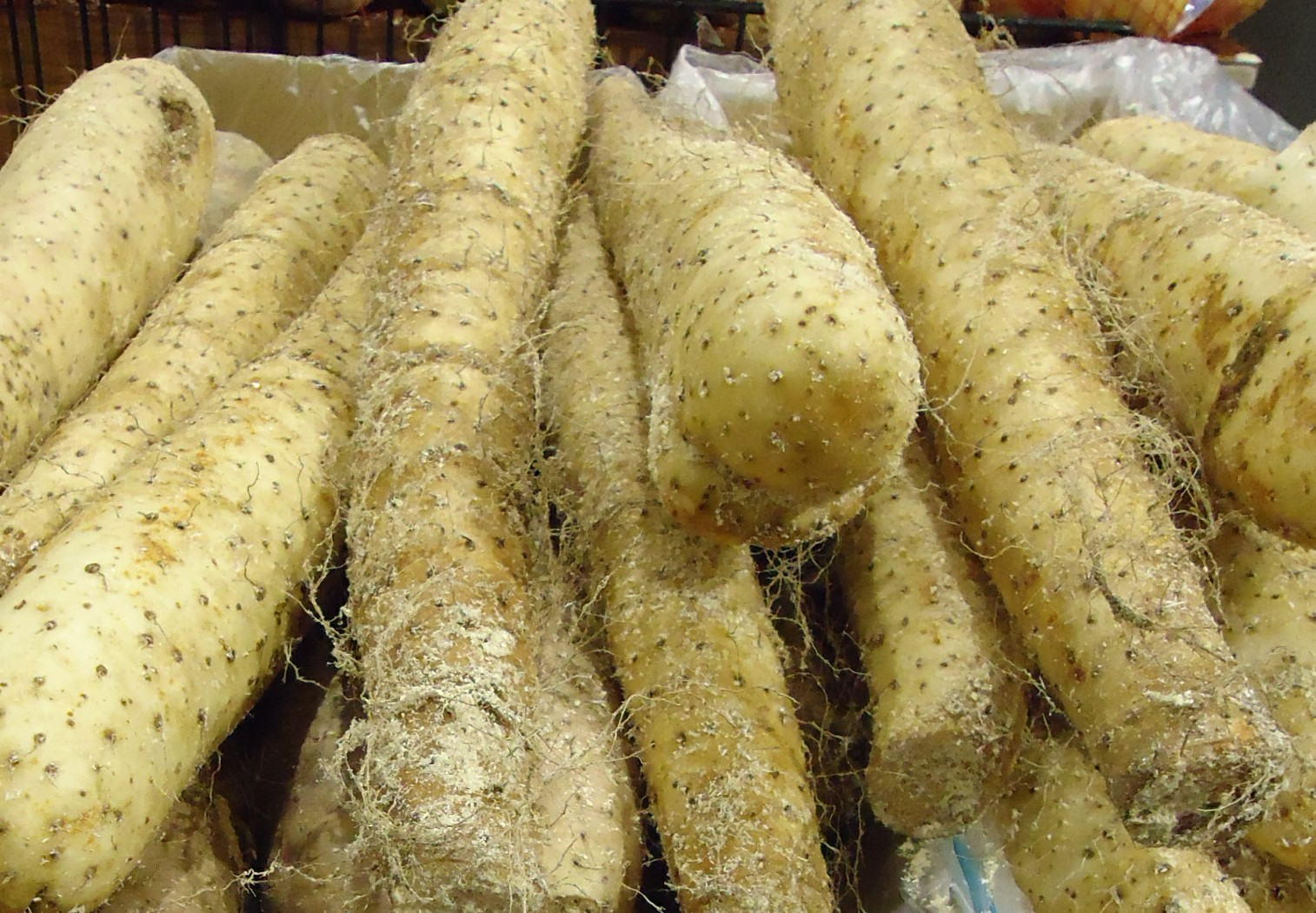
Dioscorea polystachya

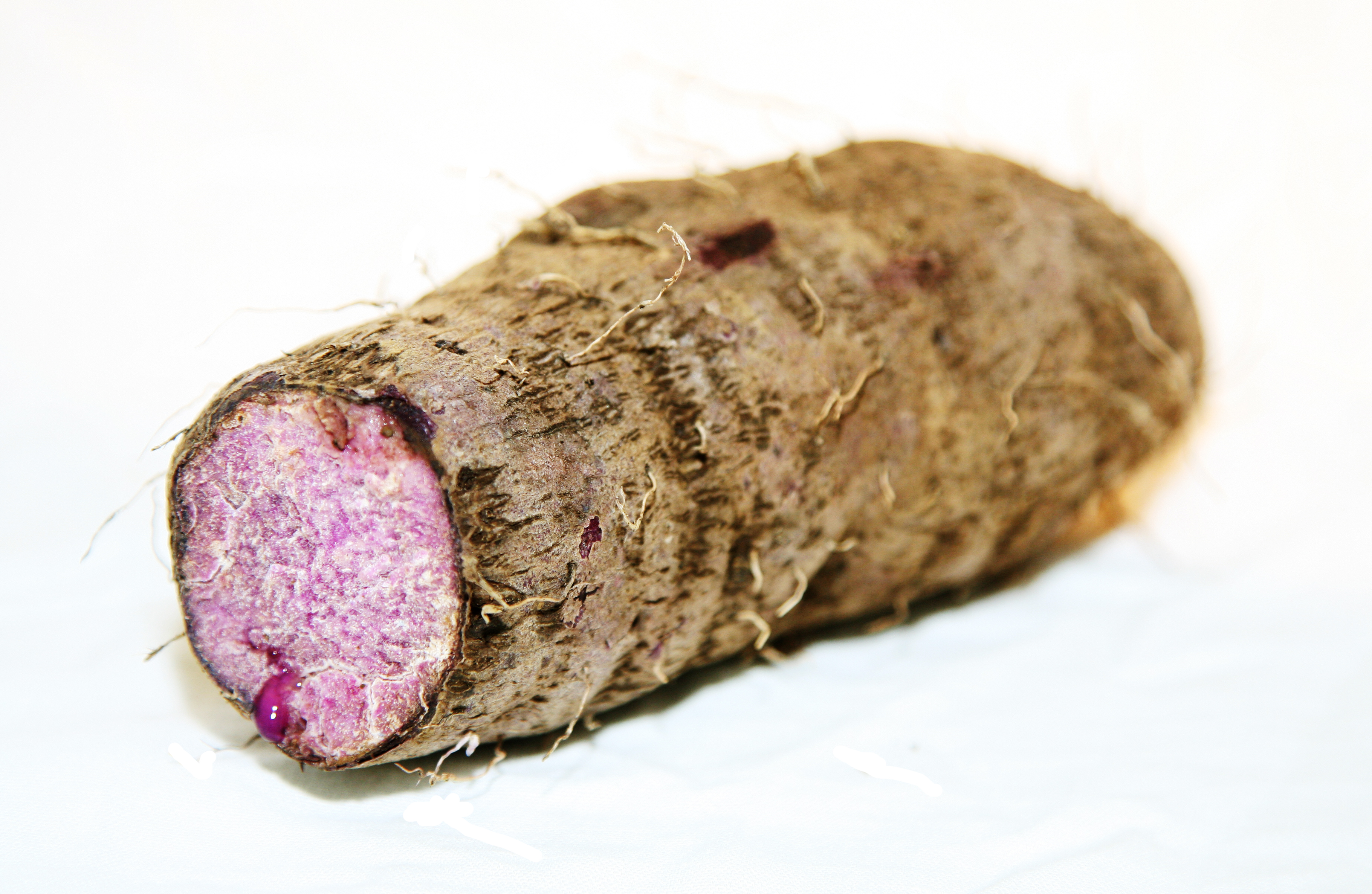
Dioscorea alata

L'igname è una categoria di piante del genere Dioscorea, appartenenti alla famiglia delle Dioscoreaceae. Gli ignami sono piante erbacee rampicanti perenni coltivate per il consumo dei loro tuberi amidacei in molte regioni del mondo temperate e tropicali, specialmente in Africa, Asia e Oceania. Fra gli ignami più noti vi sono la Dioscorea polystachya, coltivata anche in Europa, e la Dioscorea alata.
Gli ignami sono coltivati praticamente in tutta la zona intertropicale umida. Nel 2020 55 paesi hanno prodotto 75 milioni di tonnellate su 8,4 milioni di ettari. Le principali aree di produzione si trovano nell'Africa occidentale, ma anche il centro e l'est del continente hanno una produzione significativa.
Le massime rese si conseguono con una piovosità annua di almeno 1500 mm, distribuita uniformemente, e temperature medie intorno ai 30 °C, su terreni leggeri e ben drenati. La specie è esigente in nutrienti e in sostanza organica. In gran parte dell’Africa occidentale, si coltiva in apertura di rotazioni di cinque - sei anni, dopo il maggese, che comprendono soprattutto cereali e leguminose, spesso in associazione, con manioca, mais e leguminose. Nelle zone risicole, si può alternare con il riso. Questa specie è suscettibile a una discreta varietà di parassiti e di malattie: antracnosi, scarabeo dell'igname, nematodi e virus dell'igname possono risultare devastanti.
I principali problemi che affliggono la produzione sono rappresentati dal declino della fertilità dei suoli, dalla scarsa disponibilità di materiale vegetativo di qualità, dall’elevato fabbisogno di forza-lavoro, specialmente per i piccoli coltivatori, che non ne hanno sufficiente disponibilità e dagli elevati livelli di perdite post-raccolta. Per questi motivi, i costi di produzione dell'igname sono elevati, rispetto ad altre colture forti produttrici di calorie. Ma, nonostante questi limiti, il valore nutritivo dell'igname è sufficientemente alto da giustificare azioni mirate all’impulso di questa coltura.

## Origine e distribuzione
Il genere Dioscorea, appartenente alla famiglia delle Dioscoreaceae, comprende oltre seicento specie, una decina delle quali coltivate come piante alimentari. Due specie rappresentano oltre il 95% della produzione mondiale: D. alata, originaria del sud-est asiatico, oggi ampiamente distribuita in tutta la zona intertropicale e D. cayenensis-rotundata, complesso specifico che raggruppa D. cayenensis (igname giallo) e D. rotundata (igname bianco), nello stesso specifico complesso; questi ignami provengono dai paesi del Golfo di Guinea.
Il genere Dioscorea è considerato tra i più primitivi delle Angiosperme ed era presente e ben diversificato nel sud del pianeta alla fine del Cretaceo (circa 75 milioni di anni fa). La presenza di Dioscorea spp. nell'Asia meridionale, in Africa e in Sud America precede di molto la storia umana.
Gli ignami sono coltivati praticamente in tutta la zona intertropicale umida, esclusa le zone di alta quota. Le principali aree di produzione si trovano nell'Africa occidentale (cintura dell'igname dalla Nigeria alla Costa d'Avorio con il 94% della produzione mondiale), ma anche il centro e l'est del continente hanno una produzione significativa. Il sud-est asiatico (compresa l'India), le isole del Pacifico e l'America tropicale producono principalmente D. alata. Da ricordare, anche la Dioscorea polystachya, coltivata anche in Europa.

## Caratteri botanici ed esigenze ambientali
L'igname una pianta erbacea rampicante annuale coltivata per il consumo del tuberi amidacei (propriamente si tratta di rizomi). Ha fusti molto sottili, lunghi fino a 12 metri, le foglie sono picciolate, spesso cordate, con venature reticolate fortemente marcate, talvolta lobate o palmate composte. Molte specie producono bulbilli (eduli), all'ascella delle foglie, in alcuni casi relativamente grandi. I fiori piccoli e portati in lunghi racemi, con maschio e femmina separati (dioici), solitamente su piante diverse, evolvono in capsule deiscenti, generalmente triloculari, con sei semi, generalmente alati, sebbene molte delle forme coltivate siano diventate sterili. La pianta produce da uno a più rizomi del peso da due a cinque chilogrammi che possono arrivare anche a 15 kg e che contengono dal 20 al 30% di amido e dal 5 al 13% di proteine.
L’igname non resiste al gelo e soffre già al di sotto dei 20 °C. La crescita ottimale avviene a circa 30 °C; temperature molto al di sopra di questa hanno un effetto negativo, soprattutto se associate a siccità. La massima resa si consegue con una piovosità annua di almeno 1500 mm, distribuita uniformemente. Lo sviluppo dei rizomi è normalmente più soddisfacente in condizioni di giorno corto con 10 - 11 ore di luce.
Questa specie richiede terreni leggeri e ben drenati; corretta aerazione, terreno friabile e umidità sufficiente sono altri requisiti critici per la sua crescita. Su terreni idromorfici va piantato su un grande cumulo (un metro o più). Le cultivar precoci (con due raccolti) sono esigenti in termini di fertilità (soprattutto K) e di sostanza organica.

## Coltivazione
Se la superficie agricola è disponibile in quantità sufficiente, l'igname ritorna solo ogni vent'anni sullo stesso appezzamento, ma la durata di questo intervallo si va riducendo per la contrazione delle superfici, causata dalla pressione demografica. In gran parte dell’Africa occidentale, si coltiva tradizionalmente in terreni disboscati, in apertura di rotazioni di cinque - sei anni, che comprendono soprattutto cereali e leguminose (mais, sorgo, arachidi, niébé, manioca) o seguono un maggese di un anno (coltivato o pascolato con l’intento di ricostituire la dotazione di sostanza organica nel terreno). In altre situazioni, può essere coltivato dopo delle leguminose. Nelle zone risicole, si può alternare con il riso fino a quattro anni, seguiti dal maggese. Nella coltivazione tradizionale (savane africane, giardini melanesiani o creoli), i campi di igname comprendono molte specie e cultivar, spesso piantate in associazione, più o meno diversificate, con manioca, mais, aroidi o cucurbitacee. A volte, il mais viene combinato con l'igname per fungere da palo.
L'intensificazione delle tecniche colturali rimane limitata in Africa, a parte l'aratura con trazione animale. La coltivazione dell'igname è in gran parte manuale; indicativamente, per la conduzione di un ettaro di igname in Africa son necessarie da 200 a 330 giornate di lavoro. L'impiego degli input e della motorizzazione rimangono rari, al di fuori di ristrette aree di produzione per l’esportazione (Caraibi, Brasile).
Per la preparazione del terreno, che avviene generalmente alla fine della stagione delle piogge, sono necessarie dalle 60 alle 90 giornate di lavoro per ettaro. La messa a dimora avviene nella stagione secca (da dicembre a febbraio) per le cultivar precoci, fino a giugno per le cultivar tardive. La coltivazione normalmente non è in irriguo e nelle zone dove le piogge durano 8 - 10 mesi la messa a dimora avviene normalmente poco prima o all'inizio delle piogge. Per la piantumazione di un ettaro sono necessarie da 20 a 30 giornate di lavoro. L’igname si propaga mediante l'uso di piccoli rizomi (igname da seme), frammenti di rizoma pre-germogliati o bulbilli. Se il rizoma è piccolo, può essere piantato intero, se è grande, deve essere tagliato in pezzi da 60 g a 100 g. I frammenti da rizomi vanno trattati con cenere, con aggiunta eventuale di fungicidi. La tecnica del mini-frammento, sviluppata in Nigeria dal National Root Crops Research Institute – NRCRI, consente una rapida moltiplicazione dei semi: frammenti di rizoma (da 25 a 50 g) vengono fatti germogliare in vivaio e quindi trapiantati su un letto (da sei a otto per mq) per ottenere rizomi da 100 a 300 g da utilizzare come seme l'anno successivo.
Si praticano tre tipi di sistemi di impianto: in piano, in trincee o buche, oppure su cumuli, creste dei solchi o aiuole rialzate. Quest’ultimo metodo è il più diffuso. La quantità di semente utilizzata varia a seconda della specie e della cultivar, ma per la maggior parte degli ignami a rizoma grosso si usano 10.000 - 15.000 unità/ha, con un consumo di almeno 2,5 t/ha di seme. La densità varia a seconda della cultivar, del tipo di suolo, della falda freatica e se si pratica la consociazione. Generalmente, più ampia è la spaziatura, minore è la resa. I sesti più comuni sono 1,2 x 1,2 m, 1,2 x 0,9 m e 1,8 x 0,6 m.
La specie è esigente in nutrienti e in sostanza organica. Un ettaro con resa medio-alta avrà bisogno di circa 128 kg di azoto, 17 kg di fosforo e 162 kg di potassio, da distribuire in due applicazioni: un mese dopo l'emergenza e due mesi dopo la prima applicazione.
Per ottenere rese ottimali, le colture devono essere mantenute libere da erbe infestanti, almeno nei primi tre mesi del ciclo. In coltura ripetuta, possono essere necessari da tre a quattro diserbi con l’impiego da 40 a 80 giornate di lavoro per ettaro. Il tutoraggio, essenziale per massimizzare l’esposizione delle foglie alla luce solare, deve essere effettuato entro due settimane dal germogliamento. Il suo vantaggio economico (sono necessarie da 40 a 60 giornate di lavoro ad ettaro) è variabile, ma si stima che, in sua assenza, le rese possano ridursi fino al 50%, a seconda delle cultivar.
Questa specie è suscettibile a una varietà di parassiti e di malattie. L'antracnosi, che si manifesta con piccole macchie nere tra le nervature delle foglie, è il problema sanitario principale, può essere controllata utilizzando una serie di pratiche culturali e trattamenti tempestivi. Anche gli attacchi dello scarabeo dell'igname, dei nematodi e del virus dell'igname possono risultare devastanti.
Le piante maturano dopo 9 - 10 mesi dopo la semina, quando i fusti sono completamente secchi. I rizomi possono essere raccolti in una o due volte durante la stagione. La raccolta si svolge a mano, utilizzando di preferenza bastoni o vanghe di legno per non danneggiare i rizomi. La raccolta è un'operazione ad alta intensità di manodopera, richiedendo da 40 a 70 giornate di lavoro per ettaro. Le attuali pratiche di produzione e le cultivar utilizzate pongono notevoli ostacoli all’adozione della meccanizzazione, in particolare per i piccoli coltivatori. Nella coltivazione intensiva su creste, raccoglitrici derivate da attrezzature per patate possono essere utilizzate con cultivar con rizomi corti (40 cm). In generale, si ottiene una resa di 10 – 15 tonnellate per ettaro per il White Yam e 16–25 tonnellate per il Water Yam. Prima dello stoccaggio, i rizomi vengono puliti (senza acqua), raschiando il terreno e altri detriti sulla superficie.
Le condizioni che devono essere soddisfatte per una buona conservazione dei rizomi sono aerazione, riduzione della temperatura e ispezione regolare dei prodotti. La ventilazione previene la condensazione dell'umidità sulla superficie del rizoma e aiuta a rimuovere il calore della respirazione. La bassa temperatura (intorno ai 12 - 15 °C) è necessaria per ridurre le perdite dovute alla respirazione, alla germinazione e alla putrefazione. Le perdite post-raccolta comprendono le perdite di quantità e qualità dei rizomi derivanti da danni fisici, attacchi di roditori, malattie fungine e batteriche e processi fisiologici come germinazione, disidratazione e respirazione. La perdita di peso durante lo stoccaggio può raggiungere il 10 - 12% nei primi tre mesi e il 30 - 60% dopo sei mesi.
In Africa, la proprietà di genere della coltura percepita varia ampiamente in base alla regione e al gruppo etnico. Presso gli Igbo in Nigeria e nella regione Tai della Costa d'Avorio, l'igname è rigorosamente una coltura maschile. In Ghana e in Tanzania, anche se l'igname potrebbe essere stato tradizionalmente una coltura maschile, le donne sono molto coinvolte nella coltivazione; in altri paesi dell'Africa subsahariana, le donne preparano la terra, oltre a piantare, diserbare, raccogliere, lavorare, immagazzinare e commercializzare. Nell'Africa occidentale, gli uomini sono responsabili del disboscamento, preparano il terreno e piantano i frammenti di tubero, mentre le donne diserbano i campi fino a quando gli uomini non procedono alla raccolta. Altrove, sono uomini e donne a provvedere alla raccolta oppure sono le sole donne a raccogliere i tuberi e a trasportarli a casa per la conservazione o al mercato per la vendita. Il diserbo viene effettuato sia da donne che da uomini agricoltori, sebbene gli uomini tendano ad impegnarsi nella scerbatura più laboriosa delle specie infestanti perenni e persistenti.

## Servizi di appoggio alla produzione
Esistono numerosi istituti orientati alla ricerca e/o allo sviluppo della coltura. In Francia sono attivi il Centro di cooperazione internazionale di ricerca agronomica per lo sviluppo – CIRAD, l'Istituto per lo sviluppo – IRD, l'Institut national de la recherche agronomique (INRA), che ha anche un Centro nelle Antille (Guadalupa). Esistono poi numerosi programmi nazionali, tra i quali: l'Istituto Internazionale di Agricoltura Tropicale – IITA, (Nigeria), il Centre national agronomique a Bouaké (Costa d’Avorio), il Central Tubercrops Research Institute a Trivandrum (India), il National Root Crops Research Institute – NRCRI a Umudike (Nigeria) e la Tropical Agricultural Research Station a Mayagüez (Porto Rico).

## Produzione
Nelle tabelle qui sotto sono presentati i dati di produzione relativi al 2020, l'anno più recente per il quale la FAO mette a disposizione i dati sulla produzione agricola mondiale.
In quest'anno, 55 paesi hanno prodotto 75 milioni di tonnellate su 8,4 milioni di ettari, con una resa per ettaro di 8,5 tonnellate. Nigeria, Costa d’Avorio, Togo, Ghana e Benin, tutti paesi dell’Africa Occidentale, contribuiscono per il 94% della produzione. La produzione è importante anche in alcune parti dell'Africa orientale, nell'area del Pacifico e nell’America caraibica e tropicale.
Ghana e Benin vantano le rese più elevate: 18,2 e 13,8 tonnellate per ettaro rispettivamente, ben al di sopra della media mondiale. Nell'ultimo quarto di secolo, la produzione di rizomi è più che raddoppiata, a fronte del consistente aumento della superficie coltivata (119%) e della lieve diminuzione delle rese (-1,7%).
Tabella 1 - I 10 maggiori produttori di igname nel 2020
| Paese              | Superficie    | Resa     | Produzione            | Peso  |
| ------------------ | ------------- | -------- | --------------------- | ----- |
|                    | Milioni di ha | Tonn./ha | Milioni di tonnellate | %     |
| Nigeria            | 6.307         | 7,9      | 50.053                | 66,9  |
| Costa d'Avorio     | 1.200         | 6,4      | 7.655                 | 10,2  |
| Togo               | 99            | 8,8      | 869                   | 1,2   |
| Ghana              | 468           | 18,2     | 8.533                 | 11,4  |
| Benin              | 229           | 13,8     | 3.150                 | 4,2   |
| Camerun            | 62            | 11,4     | 708                   |       |
| Rep. Centrafricana | 59            | 8,4      | 492                   |       |
| Ciad               | 48            | 9,6      | 458                   |       |
| Colombia           | 35            | 12,3     | 424                   |       |
| Papua Nuova Guinea | 21            | 17,2     | 364                   |       |
| Totale mondiale    | 8.831         | 8,5      | 74.827                | 100,0 |

Tabella 2 - Produzione mondiale di igname nel 2020
| Paese           | Superficie    | Resa     | Produzione            | Peso  |
| --------------- | ------------- | -------- | --------------------- | ----- |
|                 | Milioni di ha | Tonn./ha | Milioni di tonnellate | %     |
| Africa          | 8.690         | 8,4      | 73.166                | 97,8  |
| Americhe        | 102           | 10,3     | 1.050                 | 1,4   |
| Asia            | 10            | 19,0     | 188                   | 0,3   |
| Oceania         | 29            | 14,6     | 423                   | 0,6   |
| Totale mondiale | 8.831         | 8,5      | 74.827                | 100,0 |

## Destinazione e consumo
Gli ignami costituiscono un alimento base con contenuto di amido dal 20% al 30% e di proteine dal 5% al 13% e consumati come verdura, bolliti, fritti o al forno. I rizomi di cultivar di igname contenenti sostanze tossiche come il dioscorene, devono essere trattate, per essere idonee al consumo. I prodotti industriali includono la farina, l'amido, i mangimi per il bestiame. In alcune parti dell'Asia e dell'Africa si preparano esche avvelenate usando D. hispida e D. dumetorum.
L’igname è una coltura base in molte parti dell'Africa e del sud-est asiatico. Nell'Africa occidentale, esso svolge un ruolo molto importante garantendo la sicurezza alimentare e i sistemi di sussistenza di almeno 80 milioni di persone. Circa 75 milioni di tonnellate (circa il 94% della produzione globale) vengono prodotte su 8,4 milioni di ettari all'anno in questa sotto-regione, principalmente in Nigeria, Costa d'Avorio, Togo, Ghana e Benin. In Costa d'Avorio, l’igname è la fonte di calorie più importante, in Nigeria, è la quarta fonte calorica dopo il sorgo, il miglio e la manioca ed è tra le prime tre in Benin e Ghana. La coltura fornisce anche un contributo sostanziale alle proteine nella dieta. L'igname è una delle principali fonti di reddito per milioni di famiglie produttrici ed è anche importante sottolineare che l’igname è usato nei rituali tradizionali come le cerimonie matrimoniali.
I principali problemi che affliggono la produzione sono rappresentati dal declino della fertilità dei suoli, dalla scarsa disponibilità di materiale vegetativo di qualità, dall’elevato fabbisogno di manodopera, specialmente per i piccoli coltivatori, che non hanno sufficiente disponibilità di forza lavoro familiare e dagli elevati livelli di perdite post-raccolta. Per questi motivi, i costi di produzione dell'igname sono elevati, rispetto ad altre colture produttrici di calorie. Ma, nonostante questi forti limiti, il valore nutritivo dell'igname è sufficientemente alto da giustificare azioni mirate all’impulso di questa coltura. I piccoli coltivatori, che producono la maggior parte del raccolto devono essere sostenuti e messi in grado di accedere alle innovazioni per il miglioramento della produttività.